# Marcos Galperín

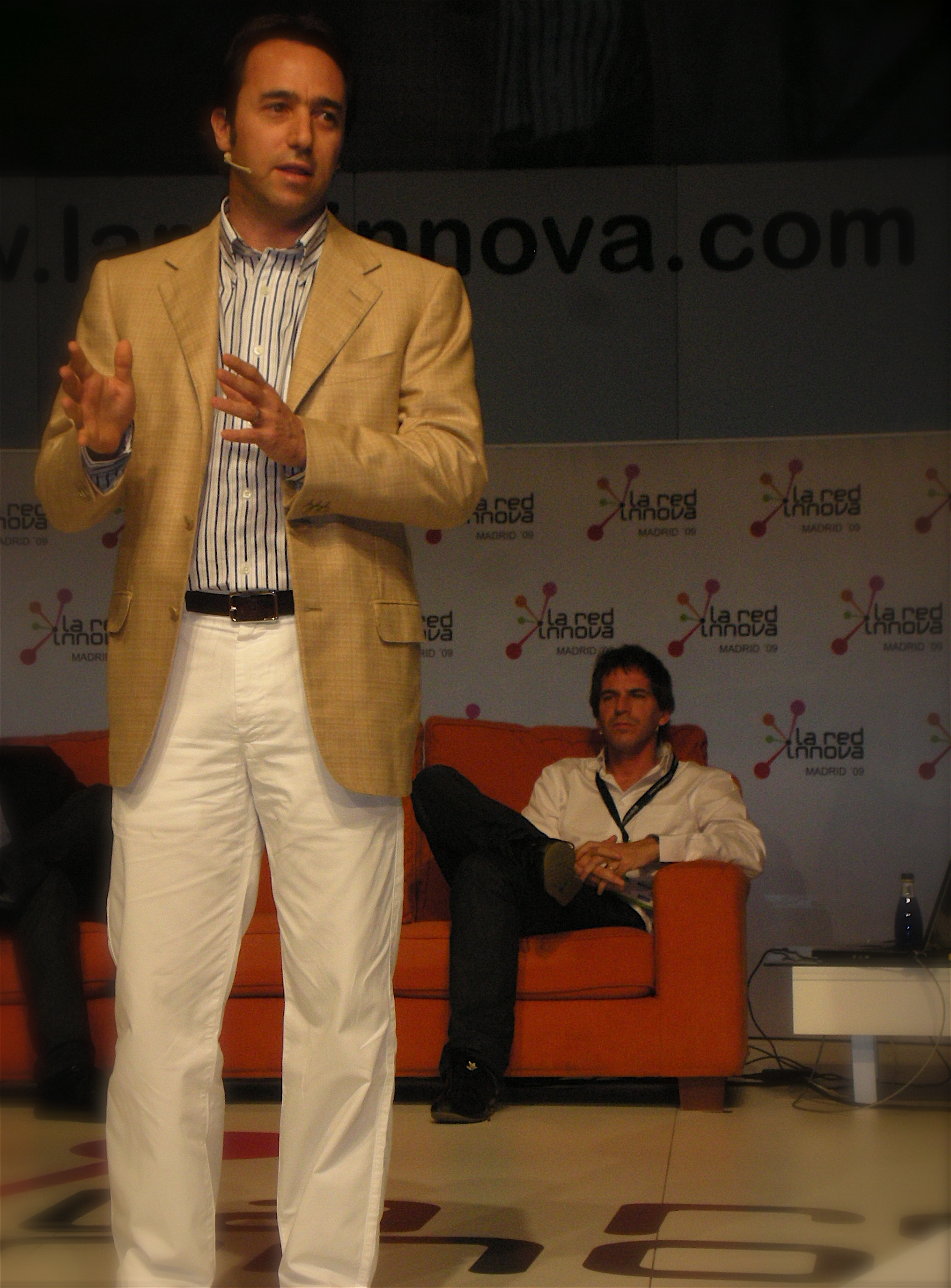
Marcos Galperín (2009)

Marcos Eduardo Galperín (* 31. Oktober 1971 in Buenos Aires) ist ein argentinischer Unternehmer, der vor allem als Mitbegründer, Vorsitzender, Präsident und CEO von MercadoLibre bekannt ist. Sein Vermögen wurde im Oktober 2021 auf ca. 6,6 Milliarden US-Dollar geschätzt, womit er zu diesem Zeitpunkt die vermögendste Person in Argentinien war.

## Laufbahn
Marcos Galperin wurde in Buenos Aires als Sohn einer wohlhabenden Familie geboren, die Eigentümer von SADESA ist, einem der größten Lederunternehmen der Welt. Er besuchte die Saint Andrew’s Scots School in Olivos. Nach seinem Schulabschluss reiste er 1990 in die Vereinigten Staaten, um an der Wharton School der University of Pennsylvania Finanzwissenschaften zu studieren. Dort schloss er Freundschaft mit José Estenssoro, dem Sohn des Präsidenten von YPF. Nach Abschluss seines Studiums und seiner Rückkehr nach Argentinien trat er 1994 in dieses Unternehmen ein.
1997 kehrte er in die Vereinigten Staaten zurück und schrieb sich an der Stanford Graduate School of Business ein, wo er 1999 seinen Master of Business Administration erwarb. Marcos gründete das Unternehmen MercadoLibre noch während seines Studiums der Betriebswirtschaftslehre an der Stanford University. Hier kam er auch an Kontakte mit den frühesten Investoren in das Unternehmen. 2001 übernahm sein Unternehmen das von eBay geführte brasilianische Portal IBazar; im Gegenzug wurde an eBay 19 % der Aktien abgetreten und eine offizielle Kooperation begonnen. 2007 wurde MercadoLibre als erstes lateinamerikanisches Technologieunternehmen an der Börse NASDAQ gelistet.
Galperín ist verheiratet und Vater von drei Kindern. Er lebt in Uruguay.